# Bagaha
Bagaha (en hindi: बगहा ) es una ciudad de la India, en el distrito de Pashchim Champaran, estado de Bihar.

## Geografía
Se encuentra a una altitud de 93 m s. n. m. a 244 km de la capital estatal, Patna, en la zona horaria UTC +5:30.

## Demografía
Según estimación 2011 contaba con una población de 121 216 habitantes.